# Ivo Bligh (8e comte de Darnley)
Ivo Francis Walter Bligh (13 mars 1859 – 10 avril 1927) est un noble britannique, titré 8e comte de Darnley, parlementaire et joueur de cricket.
Bligh est capitaine de l'équipe d'Angleterre lors de la toute première série de test de cricket contre l'Australie avec The Ashes en jeu en 1882-83.
Plus tard, il hérite du comté de Darnley et siège à la Chambre des lords en tant que pair représentant irlandais élu.

## Jeunesse et éducation
Bligh est né à Londres, le deuxième fils de John Bligh, et d'Harriet Mary, fille d'Henry Pelham. Il fait ses études au collège d'Eton et au Trinity College de Cambridge, où il obtient son baccalauréat en 1882. À Cambridge, il est secrétaire du University Pitt Club et joue pour Cambridge contre Oxford dans le Real Tennis Varsity Match de 1880 .

## Carrière de cricket
Bien que l'histoire du test de cricket entre l'Angleterre et l'Australie remonte à 1877, c'est après qu'une équipe anglaise dirigée par Monkey Hornby ait perdu contre les Australiens à l'Oval en 1882, que le journal The Sporting Times écrit une fausse nécrologie sur le cricket anglais, notant que le corps serait incinéré et les cendres envoyées en Australie. La tournée de l'hiver suivant en Australie est présentée comme une tentative de récupérer The Ashes. L'équipe de Bligh réussit, remportant la série de trois matchs des Ashes deux à un, bien qu'un quatrième match, non joué pour les Ashes, et donc un sujet de grande dispute, ait été perdu.
Une petite urne en terre cuite est présentée à Ivo Bligh, le capitaine de l'Angleterre, par un groupe de femmes de Melbourne après la victoire de l'Angleterre dans la série Test. L'urne est réputée contenir les cendres d'une bélière, symbolisant « les cendres du cricket anglais ». Alors que l'urne est devenue le symbole de la série The Ashes, le terme "The Ashes" est antérieur à l'existence de l'urne. L'urne n'est pas utilisée comme trophée pour la série Ashes, et, quel que soit le côté "tenant" les cendres, l'urne reste dans le MCC Museum at Lord's Cricket Ground . Depuis la série Ashes 1998/99, un trophée de cristal Waterford est remis aux gagnants .
Bligh joue également pour l'université de Cambridge et le Kent dans une carrière de cricket de première classe qui dure de 1877 à 1883. Il est élu président du Marylebone Cricket Club en 1900-01 et du Kent County Cricket Club en 1892 et 1902.

## Fonctions publiques
Bligh succède à son frère aîné Edward comme comte de Darnley en 1900. En tant que titulaire d'une pairie irlandaise, il n'a pas automatiquement droit à un siège à la Chambre des lords (la pairie anglaise de son frère, la baronnie de Clifton, est passée à la fille d'Edward, Elizabeth), mais est élu dès que possible, en mars 1905, pour siéger au Parlement en tant que pair représentant irlandais.
L'année après avoir hérité des titres de famille, Lord Darnley est nommé lieutenant-adjoint et juge de paix pour le Kent. Il est nommé colonel honoraire du 4th Volunteer Battalion, The Queen's Own (Royal West Kent Regiment) le 16 juillet 1902.

## Vie privée
Il épouse Florence Rose Morphy, fille de John Stephen Morphy, de Beechworth, Victoria, en Australie le 9 février 1884. Elle est professeur de musique à Rupertswood, où son futur mari séjourne lors de sa tournée en Australie. Ils ont deux fils et une fille :
- Esmé Bligh, 9e comte de Darnley (1886-1955) ;
- Noel Gervase Bligh (14 novembre 1888-1984), épouse Mary Jack Frost ;
- Dorothy Violet Bligh (8 février 1893-16 janvier 1976).

En 1884, il devient chrétien grâce à la prédication de Dwight L. Moody, après que CT Studd l'ait invité à assister à la réunion de campagne de Moody's .
Lord Darnley est décédé à Shorne, dans le Kent, en avril 1927, à l'âge de 68 ans, son fils aîné, Esmé, lui succède. Son épouse, « Florence, comtesse douairière de Darnley », présente l'urne au Marylebone Cricket Club (MCC) après la mort de son mari. Elle est décédée en août 1944, ayant été nommée comme l'une des premières dames de l'Empire britannique en 1919.
Ivo Bligh est enterré dans le caveau familial de la collégiale St Mary Magdalene, Cobham (Kent),.
En tant que propriétaire de la collection d'art de Cobham Hall à partir de 1900, il prête diverses pièces à des expositions à Londres, mais en mai 1925, il vend un certain nombre de pièces.